# 미국 달러 인덱스

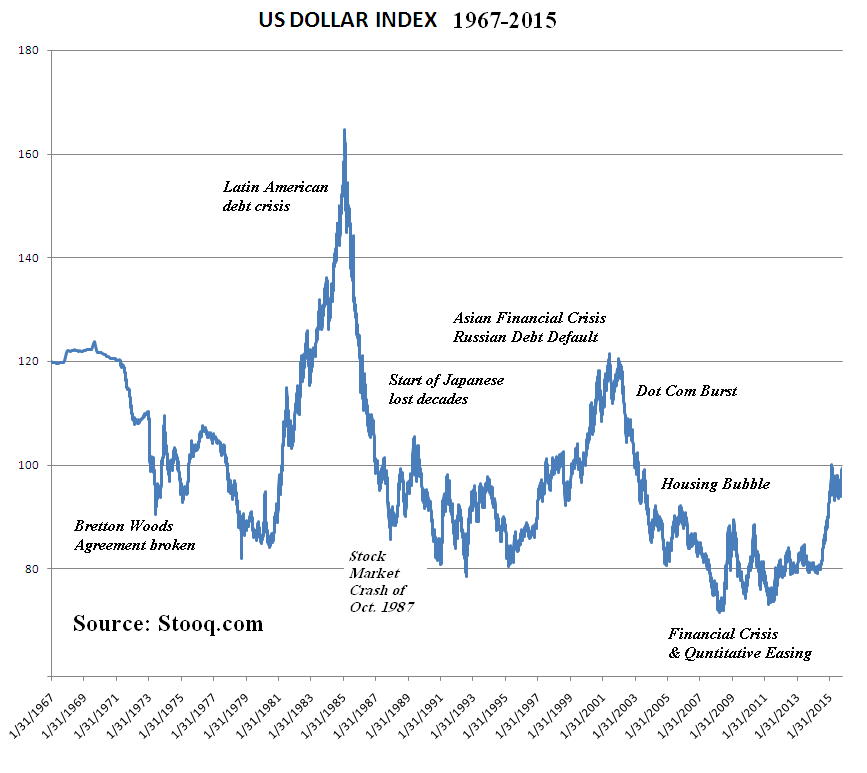
미국 달러 인덱스 지수와 주요 경제 사건들

미국 달러 인덱스(영어: U.S. Dollar Index)는 세계 주요 6개국 통화에 대비 미국 달러의 평균적인 가치를 나타내는 지표다. 1973년 3월을 기준점(100)으로 하여 미국 연방준비제도 이사회(FRB)에서 작성·발표한다. 6개국 통화는 유로, 일본 엔, 파운드 스털링, 캐나다 달러, 스웨덴 크로나, 스위스 프랑이며, 각 통화의 비중은 그 국가의 경제 규모에 따라 결정된다.
| U.S. Dollar Index (Combined) (DXA) |       |
| ---------------------------------- | ----- |
| 교환:                              | ICEUS |
| 부문:                              | 색인  |
| 진드기 크기:                       | 0.001 |
| BPV:                               | 1000  |
| 통화:                              | USD   |

## 같이 보기
- 특별인출권